# Aristonous
Aristonous, auch Aristonus (altgriechisch Ἀριστόνους Aristónous; † 315 v. Chr.), Sohn des Peisaios, war ein Leibwächter (somatophylax) des makedonischen Königs Alexanders des Großen und einer seiner Diadochen.
Er gehörte wohl bereits seit 336 v. Chr. dem Korps der Leibwächter Alexanders an und war aller Wahrscheinlichkeit nach identisch mit dem bei Plutarch genannten Leibwächter Aristophanes, der dem König 328 v. Chr. bei dessen verhängnisvollen Streit mit Kleitos das Schwert aus der Hand nahm. 326 v. Chr. war er einer der Trierarchen der Indusflotte und wurde bei der Erstürmung von Multan verwundet.
Nach Alexanders Tod 323 v. Chr. war Aristonous ein Anhänger des Perdikkas. Während der Beratungen über die Neuordnung des Staates betrachtete er die Ringübergabe Alexanders als ein Votum für Perdikkas als den rechtmäßigen Regenten für das Reich. Dabei stellte er sich gegen den Vorschlag des Ptolemaios, die Staatsführung an ein zu bildendes Gremium der führenden Generalität zu übergeben. Während des ersten Diadochenkrieges 321/320 v. Chr. führte er im Auftrag des Perdikkas eine Flotte zur Eroberung Zyperns an, deren Stadtkönige mit Ptolemaios verbündet waren. Die Invasion der Insel scheiterte allerdings an der Verteidigung durch Antigonos Monophthalmos. Aristonous wurde von den Siegern des Krieges begnadigt und zusammen mit dem neuen Regenten, Antipatros, kehrte er nach Makedonien zurück.
Während des zweiten Diadochenkrieges war er mit dem Regenten Polyperchon gegen Kassander verbündet. Die Königinmutter Olympias übertrug ihm 316 v. Chr. das Kommando über ihr Heer, konnte aber damit die Einschließung der Königin in Pydna durch Kassander nicht verhindern. Aristonous zog sich nach Amphipolis zurück, wo er sich nach dem Ende der Olympias noch bis 315 v. Chr. halten konnte. Der siegreiche Kassander versicherte ihm seine Gnade für eine Kapitulation, aufgrund seiner Popularität als ehemaliger Leibwächter Alexanders. Dennoch wurde Aristonous von ihm bei der nächsten Gelegenheit ohne jede Gerichtsverhandlung ermordet.